# گویمیلیاو
گویمیلیاو (به فرانسوی: Guimiliau) یک کمون (فرانسه) در فرانسه است که در فینیستر واقع شده‌است. گویمیلیاو ۱۱٫۲۲ کیلومتر مربع مساحت دارد.